# Livistoninae
Livistoninae là một phân tông trong họ Arecaceae, bao gồm 12-13 chi với khoảng 270 loài cọ lá quạt.

## Các chi
1. Johannesteijsmannia H. E. Moore, 1961 (bao gồm cả Teysmannia): 4 loài. Phân bố: Rừng mưa nhiệt đới nam Thái Lan, Malaysia, Indonesia.
2. Lanonia A.J.Hend. & C.D.Bacon, 2011: 13 loài. Phân bố: Nam Trung Quốc qua Đông Dương tới Java.
3. Licuala Wurmb, 1780 (bao gồm cả Dammera, Pericycla): 153 loài. Phân bố: Rừng mưa nhiệt đới ở miền nam Trung Quốc, Đông Nam Á, Himalaya, New Guinea và các đảo ở tây Thái Bình Dương.
4. Livistona R. Br., 1810 (bao gồm cả Saribus[1]?, Wissmannia): 28 loài (khi không tính Saribus spp.). Phân bố: Đông Nam Á, đông nam Trung Quốc, Nhật Bản, Australia, sừng châu Phi.
5. Pholidocarpus Blume, 1830: 6 loài. Phân bố: Đông Nam Á.
6. Pritchardiopsis Becc., 1910: 1 loài (Pritchardiopsis jeanneneyi) được GRIN công nhận. Tuy nhiên, IPNI và The Plant List lại coi là danh pháp đồng nghĩa của Saribus jeanneneyi (Becc.) Bacon & W.J.Baker, lấy theo kết quả nghiên cứu của Bacon và Baker (2011)[2]. Phân bố: New Caledonia.
7. Saribus Blume, 1836[1][2]: 7 loài (nếu không tính Pritchardiopsis jeanneneyi). Phân bố: Đông Nam Á và Papuasia.